# Макашевка
Макаше́вка (каз. Макашевка) — село у складі Тайиншинського району Північноказахстанської області Казахстану. Входить до складу Рощинського сільського округу, раніше було центром ліквідованої Макашевської сільської ради.
Населення — 398 осіб (2021; 487 у 2009, 622 у 1999, 809 у 1989).
Національний склад станом на 1989 рік:
- німці — 37 %
- поляки — 24 %.